# Duvbo
Duvbo är en stadsdel i Sundbybergs kommun  dominerad av cirka 300 äldre villor och en mindre andel flerbostadshus. Stadsdelen har 2 952 invånare (2018). Området är tillsammans med Hästhagen, Lilla Ursvik och Tulemarken Sundbybergs enda utpräglade villaområden.
Duvbo gränsar i öster mot Centrala Sundbyberg, i söder mot och Ulvsundavägen; och Västerort inom Stockholms kommun, i väster mot Rissne. I norr avskiljs Duvbo genom ett grönområde från flerbostadshusen i Hallonbergen.

## Arkitektur och gatuplan
Duvbo byggdes innan privatbilismens genombrott och många gator är både smala och slingrande. Gatuplanen och placeringen av villorna på respektive tomt följer ofta de topografiska och geologiska förutsättningarna. Man har i möjligaste mån försökt undvika arbetskrävande markarbeten. Ursprungligen saknades såväl el, telefon, vatten som avloppssystem. Några villatomter har fortfarande ursprungliga brunnar och pumpar kvar.
Nästan samtliga villor har omfattande tillbyggnader och i vissa fall har det ursprungliga huset rivits och lämnat plats åt ett nytt hus. I vissa fall har ursprungliga tomter styckats.
I det stora hela är området välbevarat. Området kännetecknas av den individuella arkitekturen med till stor del äldre byggnader samt gatuplanen som anpassats efter de naturliga förutsättningarna.
Den ursprungliga kyrkan och skolan ligger på angränsande fastigheter mitt i samhället. Spruthuset för brandsläckningsutrustning finns kvar samt lämningar efter en branddamm.

## Demografi
I slutet av år 2011 bodde 2 283 personer i Duvbo, vilket motsvarade 5,8% av Sundbybergs kommuns invånarantal. År 2009 hade 18,5% av invånarna i Duvbo utländsk bakgrund (var födda utomlands eller hade föräldrar som båda var födda utomlands). År 2008 hade 28,0% av männen och 12,5% av kvinnorna förvärvsinkomster på minst 480 000 kr, vilket är de klart högsta andelarna i någon av Sundbybergs stadsdelar.

## Administrativ historik

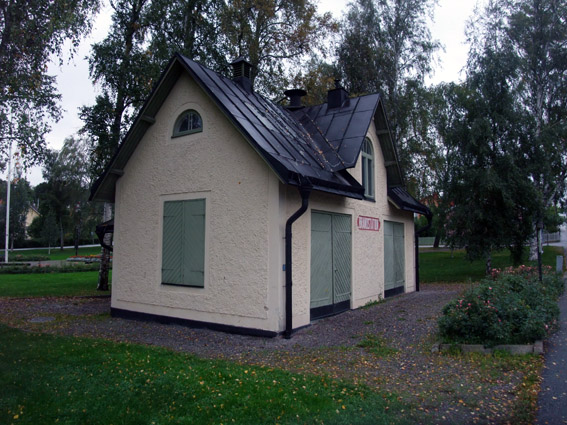
Spruthuset i Duvbo.

Duvbo municipalsamhälles vapen.

Duvbo grundades som förstad till Stockholm längs Västeråsbanan av AB Hem på landet, och med Carl Alm som VD lyckades man få ett aktiekapital om 95 925 kronor med bland andra LM Ericsson och AB Separator som finansiärer. Bolaget förvärvade Dufvebols gård med tillhörande mark. Denna egendom kartlades och styckades i 325 tomter om cirka 1 000–1 200 kvadratmeter.
På sommaren år 1899 började försäljningen av tomter. Den 3 juli 1903 inrättades Duvbo municipalsamhälle inom dåvarande Spånga landskommun. Duvbo utvecklades till ett eget samhälle med hållplats på Västeråsbanan (hållplatsen är numera nedlagd), ett flertal speceriaffärer, skola och kyrka. Ett numera rivet utsiktstorn uppfördes på ett av samhällets bergskrön. Vid Lötsjön fanns en gemensam tvättstuga och badhus. Samhället hade ett väl utvecklat föreningsliv.
År 1923 lyckades municipalfullmäktige förvärva ett tomtområde från Rissne ägor. På detta område byggdes den del av Duvbo som ibland kallas ”det Nya Duvbo”.
Det ursprungliga Duvbo grundat 1899 bestod av 329 tomter. Ett mindre antal av dessa tomter har styckats. Det nya Duvbo tillkom öster om Gamla Duvbo med början 1923 och bestod då av 98 tomter. Vidare innefattas de cirka 50 villorna i Hästhagen ofta i begreppet "Duvbo".
I bostadsannonser har begreppet Duvbo fått en än vidare betydelse och kan då innefatta de till Duvbo gränsande bostadsrättshusen från Rissnes tid som Regementsområde, området Utkiken, Hästhagen, samt stadsbebyggelsen runt Duvbo tunnelbanestation och området mellan Duvbo tunnelbanestation och Duvbo.
I samband med att Spånga kommun upplöstes vid nyåret 1949, överfördes Duvbo till Sundbybergs stad varvid municipalsamhället upplöstes.
Duvbo Villaägareförening grundades 1936.

## Befolkningsutveckling
| Befolkningsutvecklingen i Duvbo 1900–1900 | Befolkningsutvecklingen i Duvbo 1900–1900 | Befolkningsutvecklingen i Duvbo 1900–1900 | Befolkningsutvecklingen i Duvbo 1900–1900 | Befolkningsutvecklingen i Duvbo 1900–1900 |
| ----------------------------------------- | ----------------------------------------- | ----------------------------------------- | ----------------------------------------- | ----------------------------------------- |
|                                           |                                           |                                           |                                           |                                           |
| År                                        |                                           |                                           | Folkmängd                                 |                                           |
| 1900                                      | 1900                                      |                                           | 324                                       | †                                         |
| † Som köpingsliknande samhälle 1900.      |                                           |                                           |                                           |                                           |

## Övrigt

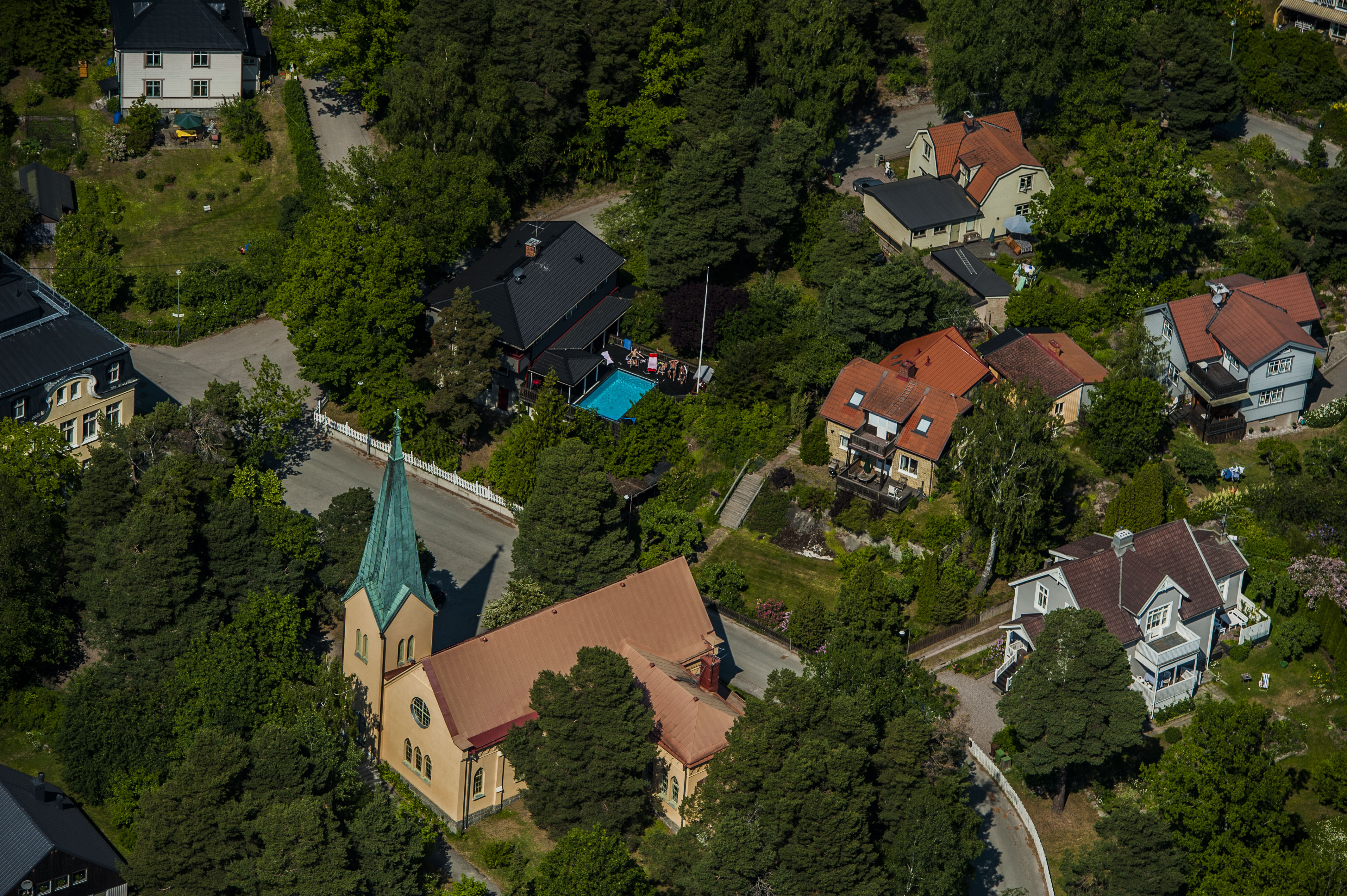
Duvbo kyrka från luften.

Duvbodagen firas varje år i Duvbo med en rad festligheter och aktiviteter. Bland annat delar villaägarföreningen ut ett bevarandepris till en fastighetsägare i Duvbo som på en förtjänstfullt och varsamt sätt renoverat sitt hus.
Valborgsfirande, Valborg firas i villaägarföreningens regi årligen med marschmusik och fackeltåg från Lodparken till majbrasan i Duvboparken.
Duvbo IK, med sektioner för innebandy, ishockey, basket och friidrott har sitt ursprung i Duvbo. Klubben har 850 medlemmar varav 600 är aktiva. Supporterklubben heter Näckarna och består av före detta aktiva och klubbstugan "Tuppstugan" finns vid Tuppstigen i Duvbo.
Riksintresse, Duvbo utsågs 1987 till ett bostadsområde av riksintresse av Riksantikvarieämbetet.
Duvbo gård och Kinamissionen, husen hörande till Duvbo gård, med herrgård (sedermera riven och ersatt med bostadsrättshus) och stor tomt, förvärvades av SMK, Svenska missionen i Kina sedermera Evangeliska Östasienmissionen, som semesterhem "Kina-Missionens Vilohem" för de missionärer som återvänt till Sverige efter boxaruppropet i Kina år 1900. Missionshemmet fortsatte att ta emot missionärer och deras familjer under viloperioderna men kom också att bli ett hem för de äldre. Måltider serverades i den stora matsalen.
År 1912 uppfördes på tomten även byggnaden "Barnens hem", det hus som sedan kom att utgöra medelpunkt för Missionshemmet. "Barnens Hem" (Duvkullavägen 12, nu bostadsrättsförening) och övriga byggnader på tomten såldes 1991.
Duvbo kyrka är en populär kyrka för vigslar och dop samt används av Duvboskolan vid avslutningar. Kyrkan är utformad i nygotik, tvåskeppig med ett torn i nordvästra hörnet. Till kyrkan hörde också ursprungligen en egen begravningsplats med begravningskapell. Begravningsplatsen gränsar till Sundbybergs kyrkas begravningsplats. Sundbybergs och Duvbo begravningsplatser sammanbands med varandra 1965, då Duvbo fram till 1949 hade varit en del av Spånga. 
Duvboskolan är en F - 6 skola med Duvbo och Hästhagen som primärt upptagningsområde. Skolan omfattar tre byggnader varav den äldsta skolbyggnaden uppfördes 1901 i ett och ett halvt plan, i barockstil med ljust putsade fasader och helvalmat brutet plåttak. År 1905 uppfördes en kompletterande större byggnad i tre våningar, också den med helvalmat brutet plåttak. Stilen är i huvudsak nybarock. 1993 uppfördes en slöjd- och gymnastiksal i stil som ansluter till de äldre byggnadernas stil.
Äpplet Duvbo Skapat av Mats Nilsson, Duvbo. Mutation av Röda Gravensteiner ympat på Åkeröträd. Likt Gravensteiner, men större och slätare. Smaken: likt Åkerö. Äpplet finns i flera trädgårdar i Duvbo samt i Nordiska genbankens klonarkiv.
Helga Henschen, konstnärinnan Helga Henschen bodde under sina sista år i Duvbo. Hon donerade över 20 av sina verk till Sundbybergs stad. 
Bertil Boo, sångaren och skådespelaren Bertil Boo bodde i Duvbo fram till sin död 1996.
Kanalparken, kanalparken i Duvbo ligger på ett område som reserverades för ett kanalbygge mellan Mälaren och Saltsjön. Syftet var att bättre kunna reglera Mälarens vattenstånd samt åtgärda sanitära problem i Bällstaviken, Lötsjön och Råstasjön. Även möjlighet för pråmtrafik fanns med i planerna. Kanalbygget blev aldrig verklighet och diskussionerna avslutades på 1920-talet.
Duvbo Husmoderskör, utgivna på Hans Edler Music, albumen "Julfavoriter" och "Nu är det jul igen" med "Sankta Lucia" och "Ett barn är fött på denna dag".
Spruthuset, lokaliserad i kvarteret Solparken i Duvbo, uppfördes som förvaringsplats för brandredskap år 1903, då Kungl. Maj:t förordnade att brandstadgan för rikets städer skulle gälla för Duvbo villastad. År 1949 överflyttades brandförsvaret till Sundbybergs kommuns brandkår. Byggnaden står kvar som kulturminne och ägs av Sundbybergs stad.